# Forsythia giraldiana
Forsythia giraldiana, auch als Giralds Forsythie bezeichnet, ist ein gelb blühender Strauch aus der Familie der Ölbaumgewächse (Oleaceae). Das natürliche Verbreitungsgebiet der Art liegt im Nordwesten Chinas. Sie wird selten als Zierstrauch verwendet.

## Beschreibung

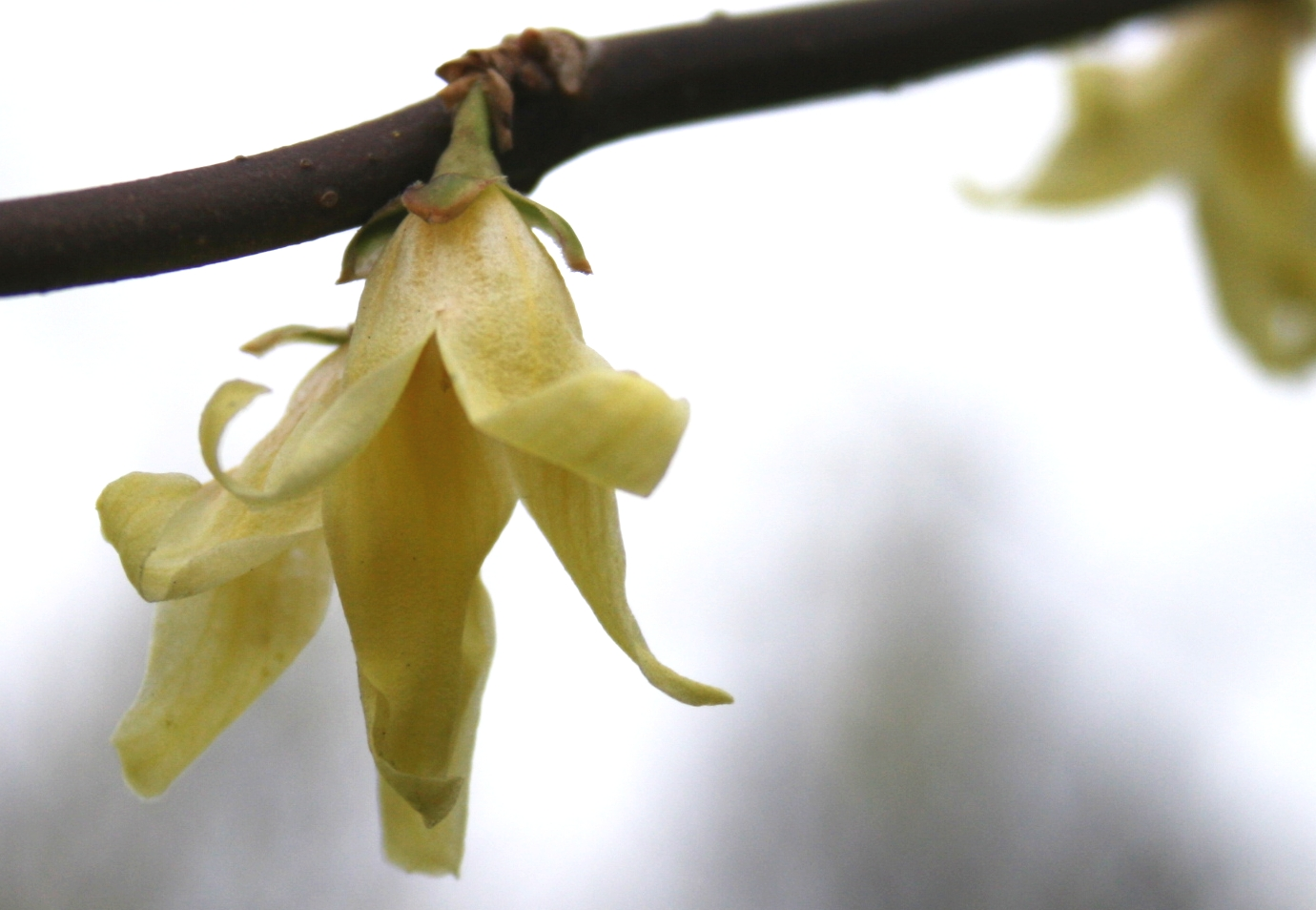
Blüte

Forsythia giraldiana wächst als straff aufrechter Strauch und erreicht Wuchshöhen von bis zu 4 Metern. Die Zweige sind kahl und hellbraun. Das Mark der Äste ist gekammert. Die Laubblätter sind in Blattstiel und Blattspreite gegliedert. Der Blattstiel ist 5 bis 10 Millimeter lang, kahl oder fein behaart. Die einfache Blattspreite ist 3,5 bis 12 Zentimeter lang, 1,5 bis 6 Zentimeter breit, länglich elliptisch, eiförmig bis lanzettlich, lang zugespitzt mit abgerundeter bis keilförmiger Basis und meist ganzrandig bis leicht gezähnt.
Die gestielten Blüten stehen einzeln, zu zweit oder dritt in den Blattachseln. Der Blütenkelch ist 3 bis 4 Millimeter lang, rötlich überzogen und bewimpert. Die Blütenkrone ist hellgelb mit einer 4 bis 6 Millimeter langen Kronröhre und 0,7 bis 1,5 Zentimeter langen Kronzipfel. Der Stempel ist in Blüten mit 5 bis 6 Millimeter langen Staubblättern 3 Millimeter lang, in Blüten mit 3 bis 5 Millimeter langen Staubblättern 5 bis 7 Millimeter lang. Die Kapselfrucht ist 0,8 bis 1,8 Zentimeter lang und 4 bis 10 Millimeter breit, eiförmig oder lanzettlich-eiförmig und mit wenigen Korkporen besetzt. Forsythia giraldiana blüht von März bis Mai und fruchtet von Juni bis Oktober.
Die Chromosomenzahl beträgt 2n = 28.

## Vorkommen
Das natürliche Verbreitungsgebiet liegt in den chinesischen Provinzen Gansu, Henan, Shaanxi und Sichuan. Sie wächst in Steppen und Trockenwäldern in Höhen von 800 bis 3200 Metern auf mäßig trockenen bis frischen, schwach sauren bis alkalischen, sandig-lehmigen bis lehmigen, nährstoffreichen Böden an sonnigen bis lichtschattigen Standorten. Die Art ist wärmeliebend und meist frosthart.

## Systematik
Forsythia giraldiana ist eine Art aus der Gattung der Forsythien (Forsythia) in der Familie der Ölbaumgewächse (Oleaceae). Dort wird sie dem Tribus Forsythieae zugeordnet. Alexander von Lingelsheim hat die Art 1908 erstbeschrieben.

## Verwendung
Forsythia giraldiana wird manchmal aufgrund der dekorativen Blüten als Zierstrauch verwendet.

## Nachweise